# The Christmas Toy
The Christmas Toy (O Brinquedo de Natal (título em Portugal) ou O Natal dos Muppets (título no Brasil)) é um telefilme americano dirigido por Eric Till, e produzido pela The Jim Henson Company, com a participação dos Muppets de Jim Henson, incluindo o tigre Rugby, que pretende continuar como o brinquedo preferido de Natal, assim como o foi no ano anterior. O filme foi ao ar em 6 de dezembro de 1986 na ABC  e foi patrocinado pela Kraft Foods.
Originalmente introduzido por Kermit the Frog, foi lançado em formato VHS em 1993. Em 2008, a HIT Entertainment (com distribuição da Lionsgate) lançou o especial em DVD, mas editou a introdução inicial de Kermit devido a questões legais. O filme inspirou mais tarde uma série spin-off de televisão chamada Secret Life of Toys.

## Enredo
Quando não há pessoas por perto, os brinquedos continuam a brincar. No entanto, eles precisam ter muito cuidado, pois se uma pessoa descobrir que um brinquedo mudou de lugar, ele fica congelado para sempre. É véspera de Natal e o tigre de pelúcia Rugby lembra como ele foi o brinquedo favorito de Jamie no Natal passado e deseja ser o favorito novamente este ano, para não ser substituído por outro brinquedo. No entanto, ele não para de pensar que se Jamie o desembrulhasse novamente este ano, ela o veria fora do lugar normal onde ela geralmente o coloca e ele ficaria congelado para sempre.
Cabe a Apple, boneca que Rugby suplantou como brinquedo favorito, dizer-lhe como agir. Mas Rugby não acredita nela, tenta entrar no pacote de Natal e deixa Meteora, a Rainha dos Asteroides, solta. Infelizmente, ela não sabe que é um brinquedo e acha que desembarcou entre alienígenas. Apple, Mew (o rato de brinquedo do Gato) e os outros brinquedos tentam tirar Rugby da caixa e fazer Meteora voltar para lá antes que eles sejam encontrados e congelados para sempre.
No entanto, Mew é pego e congelado. Só então o tigre percebe o quanto tem agido egoisticamente, ao constatar o bom amigo que Mew foi para ele. Rugby canta, dizendo a Mew o quanto ele se importa com ele, o que traz o ratinho de volta à vida. Então, os demais brinquedos aprendem como reavivar seus outros amigos congelados. Na manhã do dia de Natal, Jamie e Jessie desfrutam de seus novos brinquedos, ao lado dos antigos. Enquanto as crianças estão longe, os brinquedos cantam a canção "Juntos no Natal". Kermit the Frog se junta ao grupo no final do especial.

## Elenco em destaque
| Ator            | Papel |
| --------------- | ----- |
| Marsha Moreau   | Jamie |
| Zachary Bennett | Jesse |

### Manipuladores dos Muppets
| Artista        | Papel                                         |
| -------------- | --------------------------------------------- |
| Dave Goelz     | Rugby o Tigre, Ditz o Palhaço                 |
| Steve Whitmire | Mew o Rato de Brinquedo, Dauntless Dragon     |
| Kathryn Mullen | Apple a Boneca                                |
| Jerry Nelson   | Balthazar o Urso de Pelúcia                   |
| Richard Hunt   | Belmont o Cavalo à corda, Toy Rabbit Magician |
| Camille Bonora | Meteora, Rainha dos Asteroides                |
| Brian Henson   | Cruiser o Motorista de Táxi                   |
| Rob Mills      | Bleep o Robô                                  |
| Nicky Tilroe   | Ding-a-ling o Telefone                        |
| Jim Henson     | Jack-in-the-Box, Kermit the Frog              |

## Ligaões externas
- The Christmas Toy. no IMDb.